# Station Fenouillet - Saint-Alban
Station Fenouillet - Saint-Alban is een spoorwegstation in de Franse gemeenten Saint-Alban en Fenouillet.